# Fokker
La Fokker è stata un'impresa olandese specializzata nella produzione di aerei che prese il nome dal suo fondatore, Anthony Fokker. L'azienda operò sotto diversi nomi, iniziando in Germania nel 1912 e spostandosi nei Paesi Bassi nel 1919. Durante il suo periodo di maggior successo negli anni venti e trenta, la Fokker dominò il mercato dell'aviazione civile. Dichiarò fallimento nel 1996.

## Storia

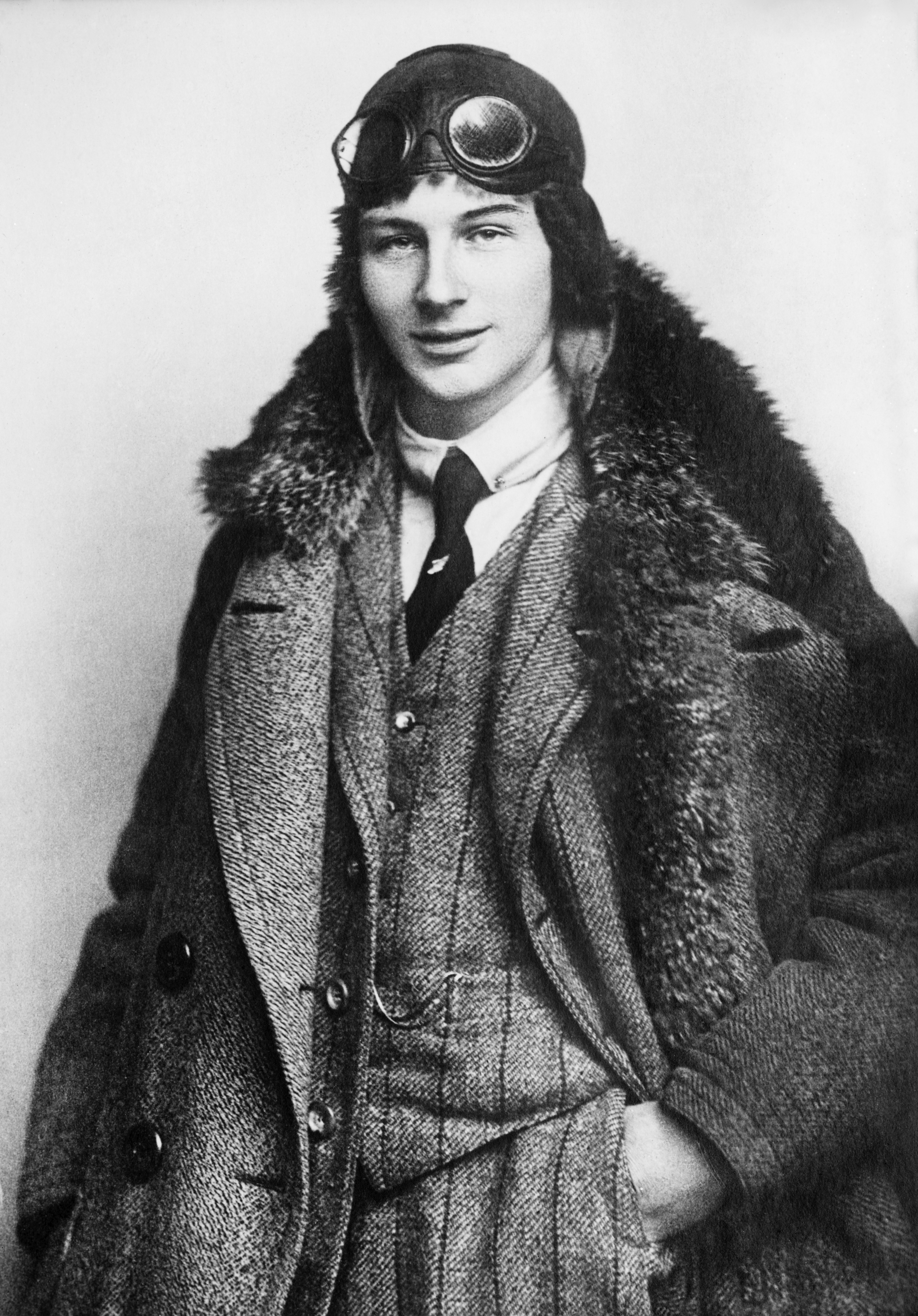
Anthony Fokker nel 1912

L'azienda venne fondata il 22 febbraio 1912 dall'olandese Anthony Fokker, uno dei pionieri dell'aviazione. Nel 1910, Fokker costruì il suo primo aereo, lo Spin, il primissimo velivolo di produzione olandese che volò sui Paesi Bassi. Resosi conto che la Germania gli avrebbe offerto maggiori opportunità, Anthony Fokker si trasferì a Berlino, dove, nel 1912, fondò la sua prima compagnia, chiamandola "Fokker Aeroplanbau", successivamente spostandola a Schwerin.

### Prima guerra mondiale

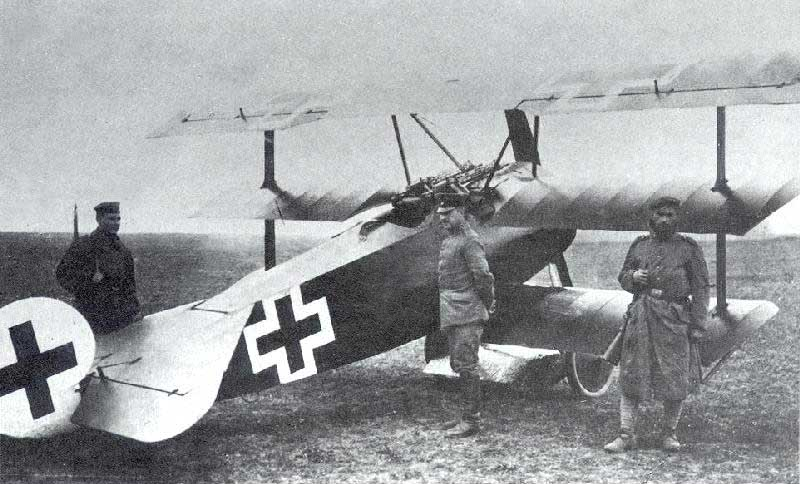
Il Fokker Dr.I utilizzato dal Barone Rosso.

Il governo tedesco invitò Anthony Fokker e Hugo Junkers a lavorare insieme. Questa collaborazione portò alla nascita di alcuni dei primi modelli della Fokker divenuti famosi: il Fokker E.III, il Fokker Dr.I , il Fokker D.VII ed il Fokker VIII.

### Il ritorno nei Paesi Bassi
Nel 1919 Anthony Fokker concluse la sua collaborazione con Hugo Junkers e ritornò nei Paesi Bassi, dove fondò una ditta vicino ad Amsterdam. Questa ditta si chiamava "Nederlandse Vliegtuigenfabriek" facendo attenzione a nascondere il nome "Fokker", legato ai fatti della prima guerra mondiale. Nonostante le condizioni del Trattato di Versailles proibissero il riarmo, Fokker non tornò a casa a mani vuote: riuscì infatti a vendere un treno carico di pezzi di ricambio degli aerei militari di C.I e di D.VII al confine tra la Germania e i Paesi Bassi. Questa mossa gli permise di trovare rapidamente i fondi per l'apertura della sua impresa. Dopo il trasferimento dell'azienda, il maggior successo di Anthony Fokker fu la produzione di aerei civili, anche se non interruppe la vendita di quelli militari.

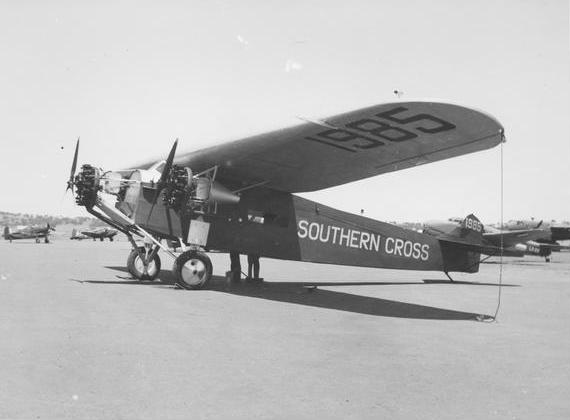
Il Fokker F.VII.

Durante gli anni venti, la Fokker entrò nel suo periodo d'oro, diventando la più grande industria produttrice di aerei del mondo. Il suo maggior successo fu il Fokker Trimotore F.VIIa/3m, utilizzato da ben 54 compagnie aeree. L'azienda dominò il mercato europeo fino all'arrivo degli aerei interamente metallici di produzione statunitense e tedesca. Nel 1926 Anthony Fokker compì un viaggio negli Stati Uniti, dove inaugurò la Fokker Aircraft Corporation of America, una sezione distaccata della sua industria. Durante gli anni trenta il distaccamento statunitense della Fokker si fuse con la General Motors, facendo nascere la General Aviation Manufacturing Corporation. Anthony Fokker morì a New York il 23 dicembre 1939.

### Seconda guerra mondiale
All'inizio della seconda guerra mondiale i Fokker G.I e Fokker D.XXI della Luchtvaartafdeling, l'allora designazione dell'aeronautica militare olandese, contarono un discreto numero di vittorie contro gli aerei nazisti. Le fabbriche della Fokker vennero allora confiscate dai tedeschi e usate per costruire Bücker Bü 181 e Junkers Ju 52. Al termine del conflitto mondiale, le fabbriche della Fokker erano state completamente distrutte dai nazisti in ritirata e dai bombardamenti degli alleati.

### La ricostruzione nel dopoguerra
Al termine della seconda guerra mondiale il mercato aeronautico era affollato da aerei militari a basso costo riconvertiti come aerei civili. La Fokker riprese timidamente la produzione, iniziando a vendere alianti. In seguito venne messo sul mercato il Fokker F25, aereo civile che ebbe immediatamente successo. Nel 1951 venne costruita una nuova fabbrica accanto all'aeroporto di Schiphol, ad Amsterdam, dove vennero assemblati anche alcuni aerei militari su licenza, come l'F-104 Starfighter della Lockheed. Una seconda fabbrica venne inaugurata a Woensdrecht.

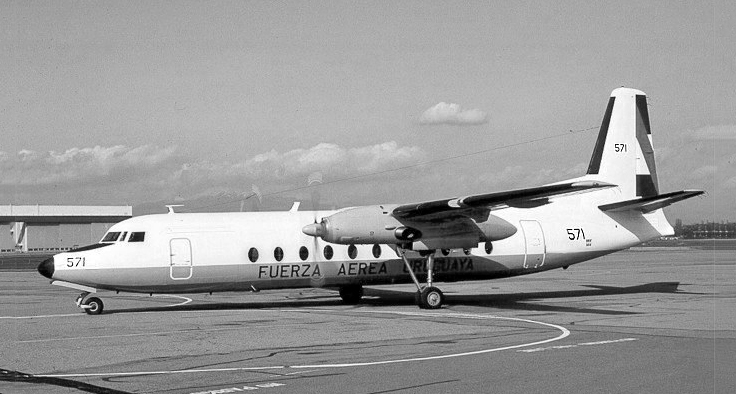
Il Fokker F27, l'aereo di linea di maggior successo dell'epoca

Nel 1958 venne commercializzato il Fokker F27, che divenne l'aereo di linea di maggior successo dell'epoca, vendendo quasi 800 esemplari dal 1958 al 1986. Nel 1962 il Fokker F27 fu seguito dal Fokker F28, che vendette 241 esemplari fino al termine della produzione nel 1987. Sia il Fokker F27 che il Fokker F28 vennero utilizzati dalla Reale Forza Aerea Olandese, ed anche il Principe Consorte Bernhard, marito della Giuliana dei Paesi Bassi, divenne pilota di quegli aerei. Nel 1969 la Fokker strinse un accordo con la Vereinigte Flugtechnische Werke. Questa collaborazione, terminata nel 1980, portò alla nascita del VFW-614, un aereo regionale che vendette solamente 19 esemplari. La Fokker fu inoltre partner del Consorzio F-16, che era responsabile della produzione dell'F-16 Fighting Falcon per gli eserciti belgi, olandesi e norvegesi.

### Impegno aerospaziale
Nel 1967 la Fokker avviò la produzione di alcuni componenti per satelliti. Un progresso importante si segnalò nel 1968, quando la Fokker realizzò il primo satellite interamente olandese (chiamato ANS). Questo venne seguito da un successivo progetto, chiamato IRAS, lanciato con successo nel 1983. Da allora, la Fokker contribuì alla realizzazione dei principali satelliti di fabbricazione europea. Insieme all'Unione Sovietica, inoltre, perfezionò il progetto del paracadute per il missile Ariane 5. La divisione aerospaziale divenne sempre più indipendente, fino alla bancarotta della Fokker nel 1996.

### Fokker 50, Fokker 70 e Fokker 100
Dopo una breve e infruttuosa collaborazione con la McDonnell Douglas, la Fokker iniziò un ambizioso progetto per sviluppare simultaneamente due nuovi velivoli. Il Fokker 50 doveva essere una versione completamente modernizzata del Fokker F27, ed il Fokker 100 doveva essere un nuovo aereo di linea basato sul disegno del vecchio Fokker F28. Tuttavia, i costi di sviluppo salirono a tal punto da far quasi espellere la Fokker dal mercato nel 1987. Il governo olandese salvò l'azienda con un prestito di 212 milioni di fiorini, ma la obbligò a cercare un "socio strategico". Inizialmente le vendite del Fokker 100 erano buone, e l'azienda mise in commercio il Fokker 70. Le vendite di quest'ultimo aeroplano, tuttavia, risultavano al di sotto delle aspettative, ed il Fokker 100 soffrì della concorrenza da parte della Boeing e della Airbus. Nel 1992, dopo lunghe trattative, la Fokker firmò un accordo con la DASA, facente parte del gruppo Daimler-Benz. Questo, però, non risolse i problemi economici della Fokker.

### La dichiarazione di fallimento
Il 22 gennaio 1996 il Consiglio di amministrazione di Daimler-Benz decise di concentrarsi sulla produzione automobilistica e di tagliare i legami con Fokker. Il giorno successivo il tribunale di Amsterdam ha esteso la tutela temporanea dei creditori. Il 15 marzo 1996 la società Fokker è stata dichiarata fallita. Alcune divisioni della società sono state rilevate dalla Stork N.V., che ora è conosciuta come Stork Aerospace Group. Stork Fokker esiste per supportare gli aeromobili esistenti: ristrutturare e rivendere gli F50s e F100s e progetti speciali incluso lo sviluppo di un "F50 Maritime Patrol" e un "F100 Executive Jet". Per questo progetto, Stork ha ricevuto nel 2005 il "Aerospace Industry Award" nella categoria dei trasporti aerei dalla rivista Flight International. Nel frattempo, la  Rekkof Aircraft ( "Fokker" scritto al contrario) sta tentando di riavviare la produzione di Fokker XF70 e XF100 (simili ai Fokker F70 e Fokker F100), sostenuta dai fornitori e compagnie aeree.